# Associação Jaguaré Esporte Clube
A Associação Jaguaré Esporte Clube é um clube de futebol brasileiro sediado em Jaguaré, no estado do Espírito Santo. Foi fundado em 5 de dezembro de 2001.
O clube, localizado na Região Norte do Espírito Santo, desde sua fundação disputa campeonatos profissionais. No entanto, como várias equipes do interior do Brasil, passa por dificuldades em continuar existindo, como em 2011 quando desistiu do Estadual. Mesmo assim, já conquistou a Copa Espírito Santo, em 2007, e disputou a Série C e Copa do Brasil.

## História
O clube foi fundado em 5 de dezembro de 2001, estreando em torneios profissionais no ano seguinte. Mesmo assim, conquistou o acesso apenas em 2004 herdando a vaga dos desistentes Desportiva e Rio Branco na primeira divisão.
Nas duas edições seguintes surpreendou, realizou boas campanhas e ainda em 2005 foi vice-campeão da Copa Espírito Santo. Em 2007 conquistou esta copa, seu primeiro título, frente o Vilavelhense e um vice-campeonato do Estadual, contra o Linhares. Classificou-se à Série C de 2007 e Copa do Brasil de 2008, sem ter avançado de fase nestes torneios.
Em 2011, desistiu do Estadual por problemas financeiros. Retornou em 2022 e em 2023 conquistou o título da segunda divisão frente o Rio Branco de Venda Nova e o acesso à elite, permanecendo até 2025.

## Títulos
| ESTADUAIS | ESTADUAIS                     | ESTADUAIS | ESTADUAIS  |
|           | Competição                    | Títulos   | Temporadas |
| --------- | ----------------------------- | --------- | ---------- |
|           | Copa Espírito Santo           | 1         | 2007       |
|           | Campeonato Capixaba - Série B | 1         | 2023       |